# Kaho Sunami
Kaho Sunami (født 5. januar 1993) er en kvindelig håndboldspiller fra Japan. Hun spiller på Japans kvindehåndboldlandshold, og deltog under VM 2019 i Japan.